# Závadka (district de Gelnica)
Závadka(allemand : Trichtbrunn in der Zips) est un village de Slovaquie situé dans la région de Košice.

## Histoire
Première mention écrite du village en 1352.

## Démographie

### Évolution de la population
| Année:               | 1994. | 2004.    | 2014.   | 2024.   |
| -------------------- | ----- | -------- | ------- | ------- |
| Nombre de personnes: | 537   | 606      | 613     | 634     |
| Différence:          |       | +12,84 % | +1,15 % | +3,42 % |

| Année:               | 2023. | 2024.   |
| -------------------- | ----- | ------- |
| Nombre de personnes: | 616   | 634     |
| Différence:          |       | +2,92 % |